# Ephesia columbina
Ephesia columbina är en fjärilsart som beskrevs av John Henry Leech 1900. Ephesia columbina ingår i släktet Ephesia och familjen nattflyn. Inga underarter finns listade i Catalogue of Life.